# (29989) 1999 XS204
A (29989) 1999 XS204 a Naprendszer kisbolygóövében található aszteroida. A LINEAR projekt keretében fedezték fel 1999. december 12-én.